# Aleksandr Olszanski
Aleksandr Jurjewicz Olszanski (ros. Александр Юрьевич Ольшанский; ur. 19 stycznia 1946 w Saratowie) – rosyjski matematyk, doktor nauk fizycznych i matematycznych (1979), laureat Nagrody Malcewa, profesor matematyki na Uniwersytecie Vanderbilta. W 1983 roku był prelegentem na Międzynarodowym Kongresie Matematyków w Warszawie. Jest specjalistą w dziedzinie kombinatorycznej i geometrycznej teorii grup, a także autorem kilku prac na temat algebr Liego. Jest honorowym członkiem Amerykańskiego Towarzystwa Matematycznego.